# 立田野邦清
立田野 邦清（たつたの くにきよ、1918年4月14日 - 1971年7月23日）は、石川県石川郡（現白山市）出身で立浪部屋に所属した大相撲力士。本名は窪川 清（くぼかわ きよし）。身長173cm、体重115kg。最高位は西前頭7枚目（1945年6月場所）。

## 人物
出身地の白山市松任から「マットウさん」のあだ名で呼ばれた。右肩から当たって右を差し、そのまま出ていく取り口で、時に投げ技や捻りも見せたが基本は勝ち味の遅い"相撲好き"タイプ。羽黒山の土俵入りでは太刀持ちを務めた。

## 略歴
- 1931年5月 立浪部屋（師匠:元小結緑嶌友之助）から初土俵を踏む[1]。
- 1940年1月 新十両。
- 1944年5月 新入幕[1]。
- 1947年6月 引退[1]。

## 主な成績
- 通算成績:123勝151敗(27場所)
- 幕内戦績:12勝25敗（4場所）

### 幕内対戦成績
| 力士名 | 勝数 | 負数 | 力士名 | 勝数 | 負数 | 力士名   | 勝数 | 負数 | 力士名   | 勝数 | 負数 |
| ------ | ---- | ---- | ------ | ---- | ---- | -------- | ---- | ---- | -------- | ---- | ---- |
| 綾昇   | 1    | 0    | 五ツ海 | 0    | 1    | 大ノ森   | 1    | 0    | 笠置山   | 1    | 0    |
| 鹿嶋洋 | 0    | 1    | 清美川 | 0    | 3    | 九ヶ錦   | 0    | 1    | 相模川   | 0    | 1    |
| 櫻錦   | 0    | 1    | 汐ノ海 | 0    | 1    | 鯱ノ里   | 0    | 1    | 信州山   | 0    | 1    |
| 神東山 | 1    | 2    | 駿河海 | 1    | 0    | 千代ノ山 | 0    | 1    | 照國     | 0    | 1    |
| 豊錦   | 1    | 0    | 羽嶌山 | 1    | 0    | 肥州山   | 1    | 1    | 広瀬川   | 0    | 2    |
| 前田山 | 0    | 1    | 増位山 | 0    | 2    | 松ノ里   | 0    | 1    | 陸奥ノ里 | 0    | 1    |
| 八方山 | 1    | 0    | 若瀬川 | 0    | 1    | 若港     | 1    | 0    |          |      |      |

## 四股名変遷
- 石浪 ?（いしなみ ?）1931年5月場所 - 1939年5月場所
- 立田野 邦清（たつたの くにきよ）1940年1月場所 - 1947年6月場所